# دجاج ذات الرقبة العارية
ذات الرقبة العارية أو دجاج عارية الرقبة أو دجاج الرقبة المجردة، أو الدجاج الأصلع،  بالإنجليزية "Nacked neck"، السلالة الأصلية لدجاج الرقبة العارية متواجدة في رومانيا والبلقان تسمى ب «دجاجة بنات الرقبة العارية» (Banat naked neck) هي سلالة دجاج قوية من حيث المناعة والتكيف مع الظروف الصعبة، ذات إنتاج مزدوج للبيض واللحم، تتميز بعنق عار من الريش، كما تستعمل من قبل المتخصصين في التهجين وتطوير قطيع الدجاج في الضيعات الفلاحية لتحسين وتقوية قطيع دجاج المزرعة بتدسييس مميزاتها الجينية من أجل إنتاج جيل مزدوج للحم والبيض، عندما تهجن بالتزاوج مع سلالات بياضة صغيرة الحجم مثل دجاج الليجهورن مثلا، فإن الجيل الثاني يكون أكثر حجما بزيادة منطقة الصدر،  مع الاحتفاظ بخاصية إنتاج البيض، علاوة على قوتها وجَلَدها المناعي في مكافحة الأمراض والظروف الصعبة.

## الموطن والانتشار
موطنها الأصلي في رومانيا وصربيا كما تنتشر في بقية البلقان، وادخلت كنوع مستقدم إلى المزارع الألمانية.

## سمات

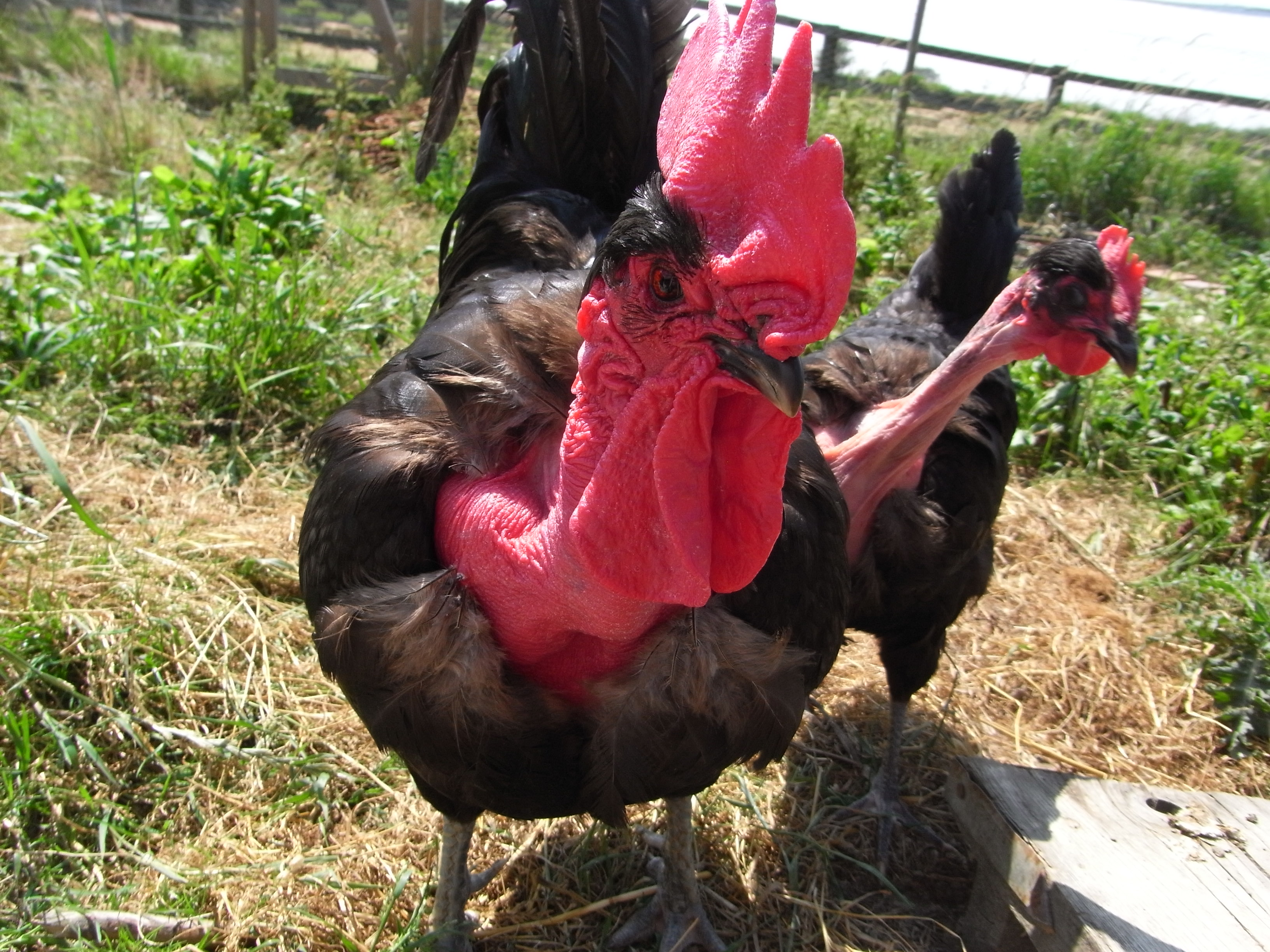
دجاج عارية العنق

يعتبر دجاج عارية العنق بنات البلقاني ثنائي الغرض لإنتاج اللحم والبيض، ويصنف من نوع الحجم المتوسط في إنتاج اللحم حيث يبلغ وزن الذكر ما بين 3 إلى 3.9 كغ ووزن الانثى قد يصل إلى حوالي 3 كغ.
يوجد دجاج سلالة عارية العنق بألوان مختلفة من الأحمر والأسود إلى الأبيض إلى الأحمر والذهبي.
أشارت الدراسات العلمية إلى أن جين الرقبة المجردة (Na) يكبر من حجم الصدر ويقلل من الإجهاد الحراري عند تزويجها بغرض تحسين وتطوير النسل مع الدجاج من نوع غير سلالات اللحم.
ويعتبر دجاج ذات الرقبة العارية من السلالات التي تقاوم التغيير المناخي وارتفاع درجة الحرارة،
بالإضافة إلى ذلك، في المناخات المدارية إذا ما تم تربيط سمة الرقبة المجردة (Na) مع سلالات ليست من دجاج اللحم، فقد ثبت أنها تزيد من حجمها كما تسهل انخفاض درجة حرارة الجسم، وتحسين إنتاج البيض، وترفع من نسب الاستفادة من عملية التحويل الغذائي للأعلاف مقارنةً بفراريج التسمين العادية.

## الاستعمالات في المزارع
متوسط إنتاج البيض يصل إلى حوالي 180 بيضة في السنة، وتعتبر سلالة متوسطة إنتاج اللحم، قد تصل إلى 3.9 كلغ عند الديك و3 كغ عند الدجاجة.
كما تُستعمل لتحسين سلالات قطيع المزرعة من حيث خاصية رفع الكفاءة المناعية وتحمل درجة الحرارة والظروف الصعبة ومكافحة الأمراض، والرفع من كفاءة إنتاج البيض وإنتاج اللحم عند تهجينها مع سلالات أحادية الغرض مثل «سلالات دجاج اللحم» غير بياضة، ونفس الأمر بالنسبة سلالات للدجاج الضعيف المناعة أو تهجينها مع بعض السلالات البياضة خفيفة الوزن، فإنها تنتج جيلا أكثر وزنا في منطقة الصدر.

## صور

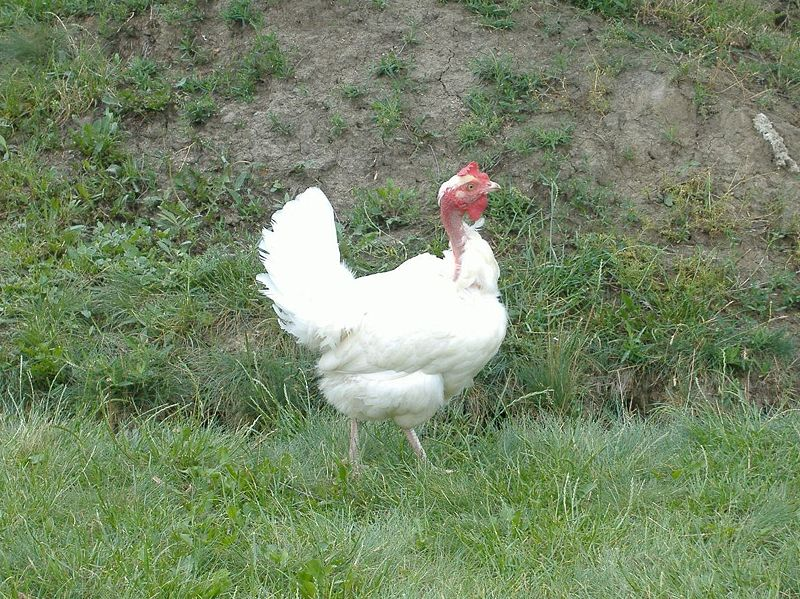
دجاج ذات الرقبة العارية
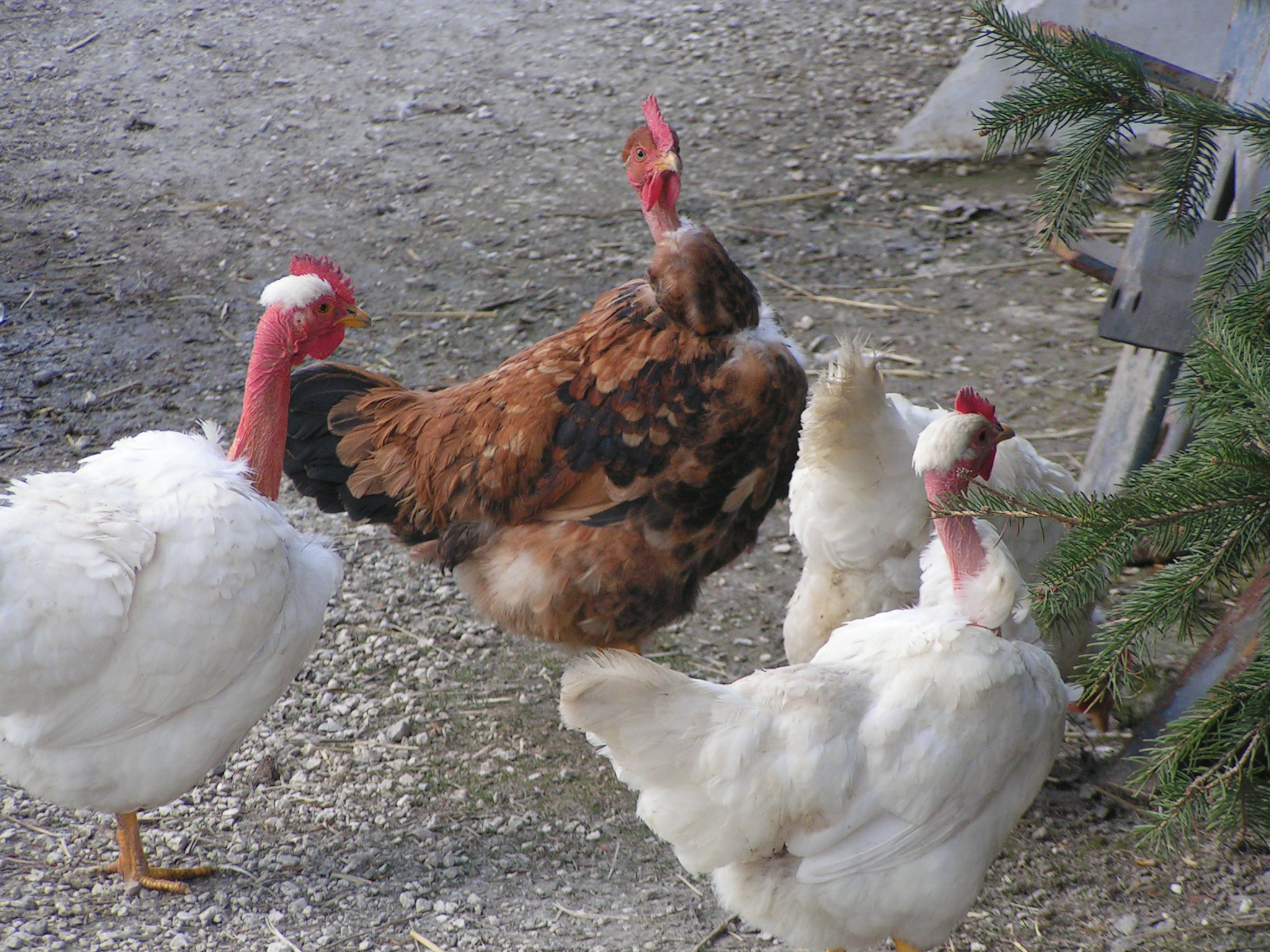
دجاج ذات الرقبة العارية باللون الأحمر والأبيض